# Allan Collins
Allan Collins (* 24. Januar 1918 in Kilmarnock; † 2002) war ein schottischer Fußballspieler. In seiner aktiven Karriere als Spieler erreichte er im Jahr 1938 das Finale im schottischen Pokal und 1949 das Endspiel im Ligapokal.

## Karriere
Allan Collins wurde im Jahr 1918 in Kilmarnock, etwa 40 Kilometer südwestlich von Glasgow, geboren. Collins spielte in seiner Jugend in Cumnock unweit seiner Geburtsstadt. Im Jahr 1936 kam er zum FC Kilmarnock. Am 2. Januar 1937 gab er sein Debüt als Profi in der Saison 1936/37 gegen den FC Falkirk. Eine Woche später gelang ihm bei einem 3:3-Unentschieden im Heimspiel gegen Celtic Glasgow sein erstes Tor. Am Ende der Spielzeit standen 11 Ligaspiele und drei Tore auf seinem Konto. In der Saison 1937/38 war der Stürmer Stammspieler in Kilmarnock. In 34 Partien traf er vierzehn Mal. Im Jahr 1938 erreichte er mit den Killies das Finale im schottischen Pokal, das gegen den FC East Fife im Wiederholungsfinale verloren wurde. Nachdem der Verein am Ende der Saison 1946/47 in die Division Two abgestiegen war, blieb Collins dem Verein weiter treu. In der Zweitligasaison 1947/48 gelangen ihm in 30 Spielen 24 Tore, darunter zwei Hattricks gegen Dundee United und den Raith Rovers.
Im Jahr 1948 folgte ein Wechsel von Collins innerhalb der zweiten Liga zu den Raith Rovers. Mit seinem neuen Verein erreichte er im ersten Jahr den Aufstieg als Meister der 2. Liga in die höchste schottische Liga. Zudem gelang der Einzug in das Finale des Ligapokals von 1949, das gegen die Glasgow Rangers mit 0:2 verloren wurde. Mit den Rovers konnte sich Collins in den folgenden beiden Jahren in der ersten Liga halten.
Ab dem Jahr 1951 spielte er für den Zweitligisten FC Stenhousemuir, bei dem er seine Karriere ausklingen ließ.